# Циалис, Стефанос
Стефанос Циалис (греч. Στέφανος Τσιαλής; род. 1964, Эрмуполис) — греческий дирижёр.
Сын грека и датчанки. Учился в консерватории Салоников как пианист, затем изучал музыковедение в Копенгагенском университете, после чего окончил Венскую академию музыки как дирижёр.
Начал работу как помощник дирижёра в Мейнингенском театре, в 1995 году дирижировал там германской премьерой оперы Микиса Теодоракиса «Медея». В 1997—2004 гг. главный дирижёр Среднегерманского камерного филармонического оркестра, одновременно в 2001—2004 гг. приглашённый дирижёр Берлинского симфонического оркестра. В 2005—2009 гг. вновь в Мейнингенском театре как первый капельмейстер. В 2009—2013 гг. главный дирижёр Тюрингского филармонического оркестра в Готе. После этого вернулся в Грецию и в 2014—2020 гг. возглавлял Афинский государственный оркестр, открыв свой первый сезон циклом концертов «Славянская душа». За время его руководства с оркестром выступили такие известные солисты, как Владимир Ашкенази, Кристоф Эшенбах, Марта Аргерих, Леонидас Кавакос, Максим Венгеров и Елизавета Леонская. Записал с оркестром два альбома с симфонической музыкой Никоса Скалкотаса.